# Sociates

Mapa de la Novempopulania.

Los sociates (en latín, Sotiates) eran un pueblo aquitano de la región de Sos en el departamento actual de Lot y Garona. Su capital era la antigua Sotium, hoy en día Sos, en la confluencia de los ríos Gélize y Gueyze.
Julio César los menciona en el libro III de sus Comentarios a la guerra de las Galias, con motivo de la expedición de su legado Publio Licinio Craso a Aquitania, narrando que Craso, después de preparar el abastecimiento, se encaminó hacia el territorio de los sociates (cap. 20.2), éstos atacaron a la columna romana en marcha, confiados en que anteriormente los habían derrotado, pero los romanos resisten y los sociates se ven obligados a retirarse (cap.21.1.2).